# Єгоров Анатолій Олександрович
Анатолій Олександрович Єгоров (нар. 2 листопада 1930 — пом. 7 жовтня 2013) — радянський хокеїст і тренер.
Вихованець хокейної школи «Спартака». Виступав за московські команди «Спартак» і «Динамо». У складі «динамівців» — чемпіон СРСР 1954, володар кубку СРСР 1953, бронзовий призер чемпіонатів 1952, 1953, 1955, 1956 років. Майстер спорту СРСР.
1959 року став одним з тренерів «Спартака». В сезоні 1961/62 очолював ризьку «Даугаву». З 1969 по 1975 рік був старшим тренером національної, другої й молодіжної збірних Польщі. У січні-листопаді наступного року очолював київський «Сокіл».
Один сезон працював у «Торпедо» (Усть-Каменогорськ), півтора року очолював свердловський «Автомобіліст».